# Witenagemot

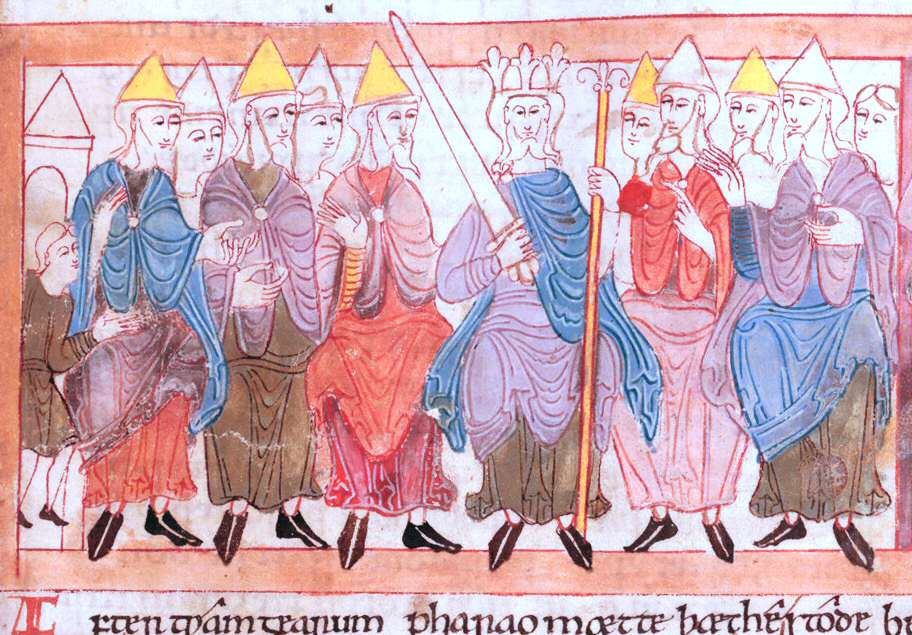
Rei anglosaxó amb els membres del Witenagemot

El Witenagemot (també anomenat Witan, títol dels seus membres) fou una institució política de l'Anglaterra anglosaxona que funcionà entre el segle vii i el segle xi.
El nom de "Witenagemot" prové de l'anglès antic i significa "assemblea d'homes savis" ("witan", savi o conseller; "gemot", assemblea). Era l'herència de les antigues assemblees tribals que després es van convertir en consells on es reunien les persones més importants de la zona, entre els quals es trobaven bisbes, abats i consellers del rei.
El Witan té els seus orígens en les assemblees germàniques creades per a vigilar les concessions reials de terres. Abans de la unificació d'Anglaterra en el segle ix, diversos dels seus membres eren convocats pels reis d'Essex, Kent, Mercia, Northumbria, Sussex i Wessex. Fins i tot després que aquest últim es convertís en el regne dominant els "witans" van seguir reunint-se fins al 1065.
Convocats pel rei (i més tard pel jarl local), els "witans" aconsellaven sobre l'administració i organització del regne, tractant temes com els impostos, jurisprudència i seguretat. El seu suport era necessari per a aprovar el nomenament de cada rei. El nou monarca podia ser qualsevol, no necessàriament un descendent de l'anterior. Tant els reis com els jarls podien ser cessats per un Witenagemot. De fet, Sigebert de Wessex fou destituït el 755 i, poc després, el 765, Etevald de Northumbria.
El Witenagemot era, en alguns assumptes, predecessor del Parlament, però tenia poders diferents i majors limitacions com una falta d'organització, procediments o lloc de trobada. El rei tenia un paper similar al de l'actual president. Per tant, els "witans" eren una espècie de control reial, evitant l'autocràcia i sent el govern en funcions entre la mort d'un rei i el nomenament del següent.
Els "witans" es reunien almenys una vegada a l'any però generalment ho feien més sovint. Com s'ha dit, i igual que el rei, no tenien una seu fixa; seguien al monarca allà on estigués. Es coneixen 116 llocs en els quals es van reunir, entre ells, Amesbury, Cheddar, Gloucester, Winchester i Londres. Els punts de trobada eren normalment seus reials, encara que de vegades eren convocats en prats, pujols o arbres famosos.
L'assemblea més famosa del Witenagemot va ocórrer el 5 de gener de 1066, quan van aprovar la successió al tron a Harold II després de la mort d'Eduard el Confessor.
El Witenagemot va acabar amb la invasió dels normands el 1066, sent reemplaçats per la Curia Regis, o cort reial que creà Guillem I d'Anglaterra a imatge de les institucions normandes. No obstant això, i com a exemple de la llarga herència del Witenagemot, la Curia Regis fou anomenada Witan pels cronistes de l'època fins al segle xii.